# Vida silvestre de la isla de Navidad

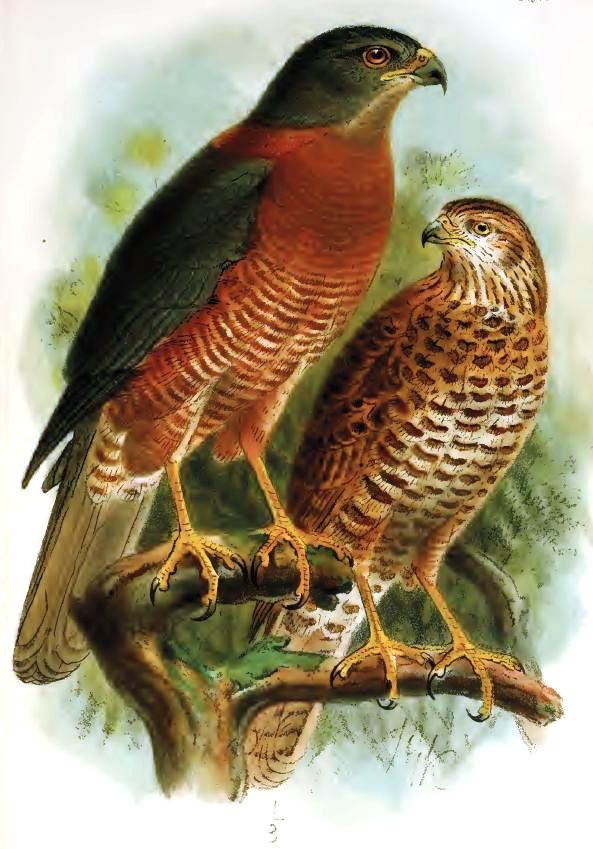
Azor de Navidad

La vida silvestre de Isla de Navidad está compuesta por la flora y fauna de esta aislada isla en el tropical océano Índico. La Isla de Navidad es la cima de la meseta de un volcán submarino. Esta mayoritariamente cubierta de selva tropical y tiene karst, acantilados, humedales, costas y mar. Es una pequeña isla con un área terrestre de 135 km² (52 mi²), 63% del cual ha sido declarado un parque nacional. La mayoría de la selva tropical permanece intacta y alberga una gran cantidad de especies endémicas de animales y plantas.

## Geografía

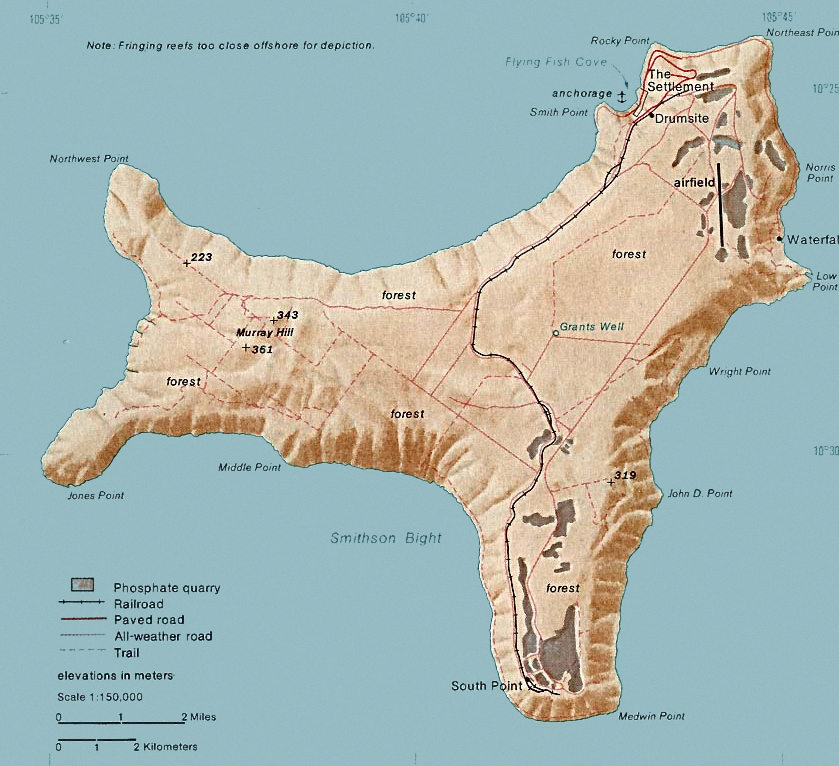
Topografía de la Isla de Navidad

La isla tiene aproximadamente 19 kilómetros (12 mi) de largo y 14.5 km (9.0 mi) de ancho. El área terrestre total es 135 kilómetros cuadrados  (52 mi²), con 138.9 km (86.3 mi) de costa. La isla es la cima plana  de un volcán submarino de más de 4,500 m (14,800 ft) de alto, con aproximadamente 4,200 m (13,800 ft) sumergidos y sólo aproximadamente 300 m (1,000 ft) por encima de la superficie. Un poco de basalto está expuesto en algunos sitios, pero la mayoría de la roca superficial es caliza acumulada por el crecimiento del coral. El terreno de karst alberga numerosos estanques. Los empinados acantilados a lo largo de gran parte de la costa se alzan abruptamente  hacia una meseta central. La isla esta principalmente cubierta por selva tropical, gran parte de la cual permanece intacta. Dos tercios de la isla están incluidos en el parque nacional de la Isla de Navidad, el cual incluye selvas, humedales, acantilados, costas y arrecifes de coral.
El clima es tropical y las temperaturas varían poco a lo largo del año. La mayor temperatura ronda los 29 °C (84 °F) y usualmente se presenta en los meses de marzo y abril, mientras que la temperatura más baja ronda los 23 °C (73 °F) y suele presentarse en agosto. Hay una estación seca desde julio a octubre con solo lluvias ocasionales. La estación húmeda es entre noviembre y junio, e incluye monzones y ciclones tropicales ocasionales.

## Flora

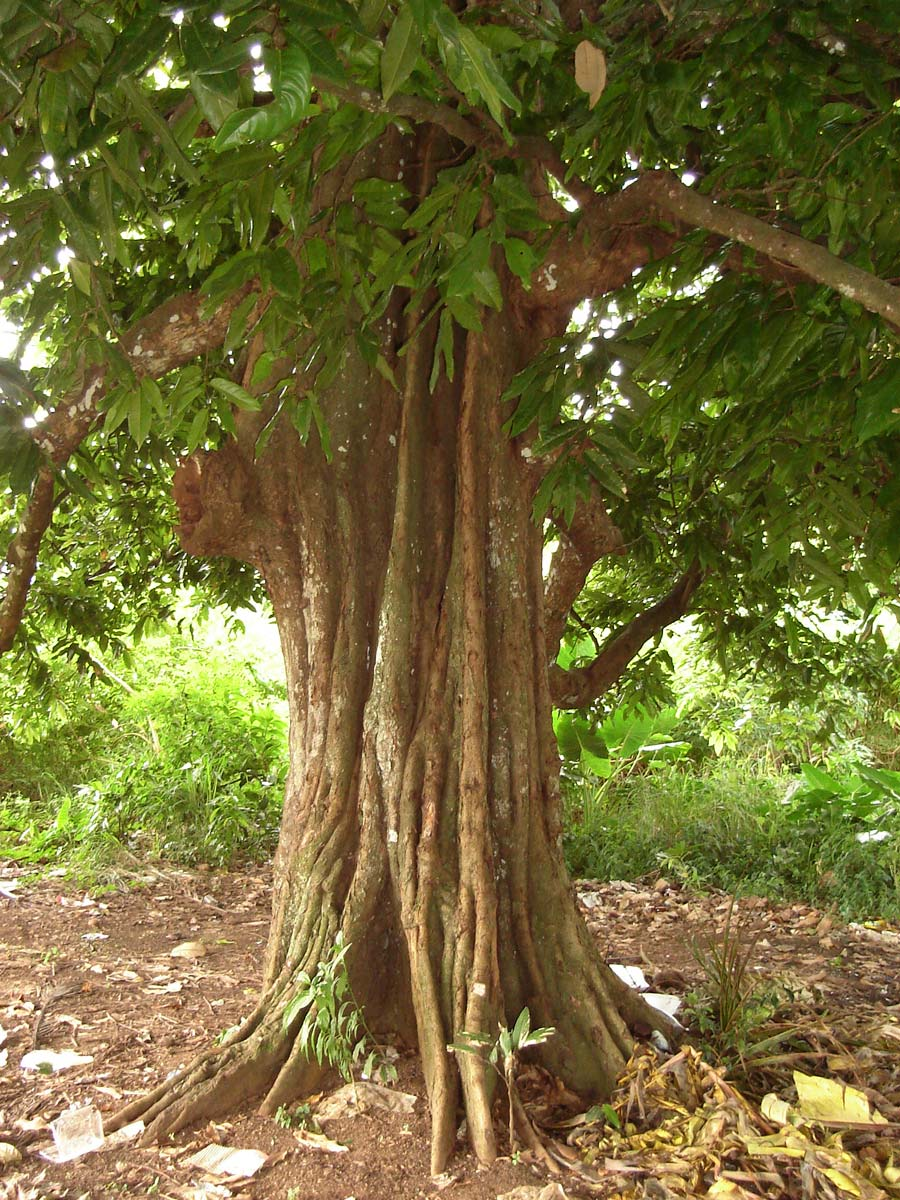
Castaño de Tahití (Inocarpus fagifer)

Aproximadamente 213 especies de plantas vasculares son nativas de la isla, con dieciséis de ellas siendo endémicas. La selva en las pendientes superiores y la meseta central consiste en grandes árboles de hoja perene con un dosel arbóreo  de 30 a 40 m (100 a 130 ft) y algunos árboles emergentes y dispersos de 50 m (160 ft) de altura. Las especies de árboles dominantes son Planchonella duclitan, Syzygium nervosum, Tristiropsis acutangula, Inocarpus fagifer y Hernandia ovigera. Las especies de tamaño medio incluyen dos especies endémicas de árboles, la palma de la Isla de Navidad, Arenga listeri y el pino de tornillo Pandanus elatus. Hay pocos arbustos, pero las ramas y los troncos de los árboles están cubiertos por una maraña de enredaderas, orquídeas y helechos.
En las terrazas inferiores abajo de los acantilados, los árboles son más pequeños, alcanzando de 20 a 30 m (70 a 100 ft). Aquí la especie dominante es Pisonia grandis, Gyrocarpus americanus, Terminalia catappa y Erythrina variegata. Varios arbustos crecen al pie de los acantilados y en las planicies costeras, a veces en densos matorrales. Estos incluyen el endémicos Pandanus christmatensis y Abutilon listeri, así como ciertos árboles y arbustos cuyas semillas voladoras se dispersan a través del mar, tales como Scaevola taccada, Cordia subcordata, Morinda citrifolia, Hibiscus tiliaceus y Guettarda speciosa.

## Fauna
La Isla de Navidad estuvo deshabitada hasta el fin del siglo XIX. La isla no posee grandes mamíferos terrestre nativos y la fauna endémica de mamíferos de la isla ha sido en gran parte destruida por la introducción de especies exóticas tales como gatos, perros y ratas negras (Rattus rattus). La diurna rata bulldog (Rattus nativitatis) y la nocturna rata de Maclear (Rattus macleari) han quedado extintas después de la introducción accidental de la rata negra. La musaraña de la Isla de Navidad (Crocidura trichura) también podría estar extinta, y el murciélago de la Isla de Navidad (Pipistrellus murrayi) no ha sido visto desde 2009. El murciélago de la fruta de la Isla de Navidad (Pteropus melanotus natalis), el único otro mamífero endémico, está decayendo en números y es considerado amenazado.

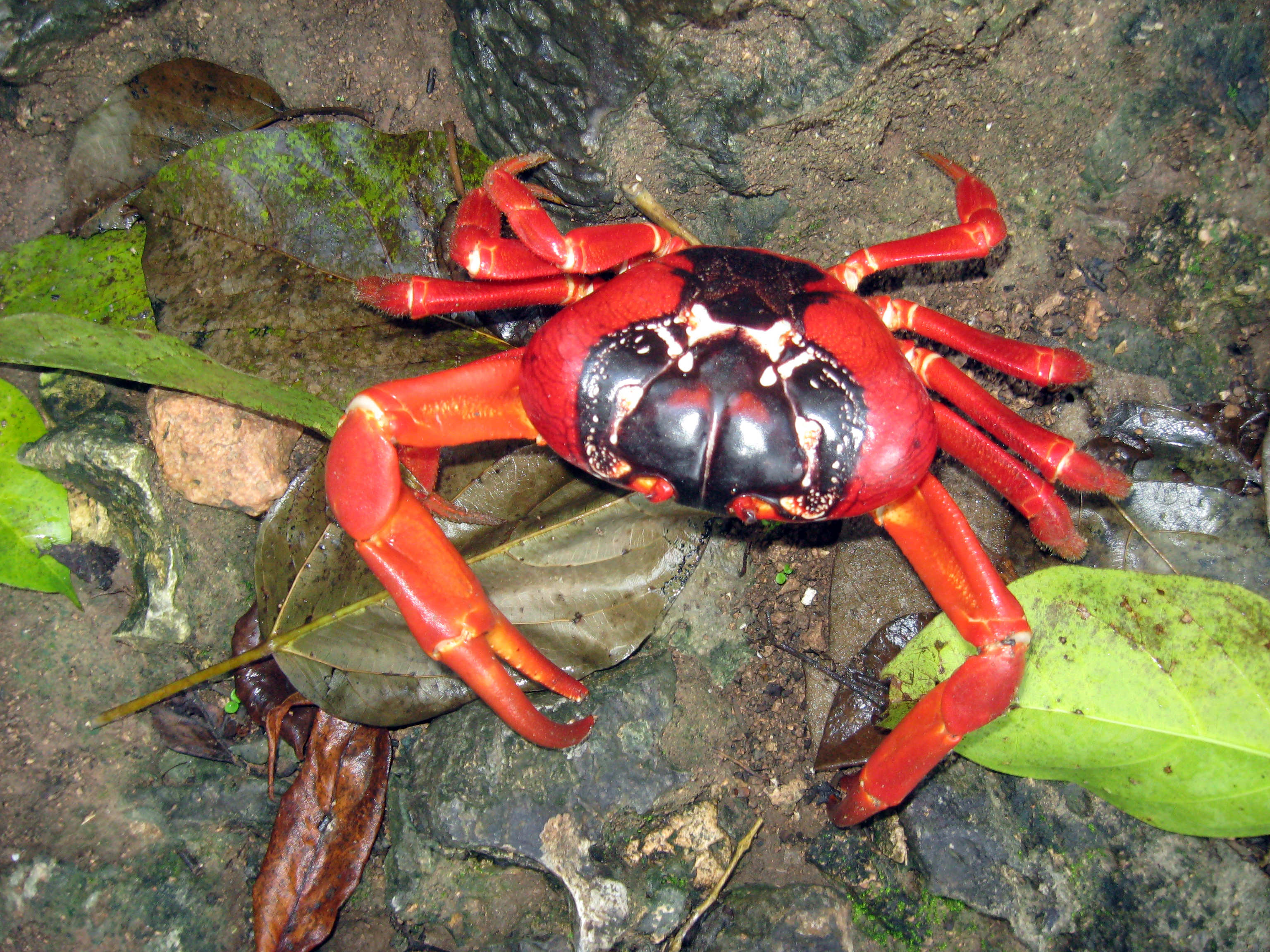
Cangrejo rojo de la Isla de Navidad

Más que mamíferos, son los cangrejos los que domina la fauna. Hay al menos 50 especies en la isla, algunas de ellas endémicas, 30 de ellas son especie terrestres cuyo único enlace con el océano es la necesidad de viajar al mar para tener a sus crías. Muchos son pequeños y discretos, pero otros como el cangrejo de los cocoteros y el cangrejo rojo de la Isla de Navidad son mayores en tamaño y están presentes en grandes cantidades. En el siglo XX tardío allí hubo un estimado de aproximadamente 120 millones de cangrejos rojos en la isla, y la migración en masa hecha por los individuos maduros a la costa fue espectacular. Los cangrejos rojos son una especie clave, alimentándose en el piso de bosque con hojas, frutas caídas, flores, plántulas y carroña, además, los cangrejos mantienen el césped como una turba. En el siglo XXI el número de cangrejos rojos ha descendido considerablemente debido a la introducción accidental de la hormiga loca en la isla; esta especie invasiva ha formado hormigueros, ha matado cangrejos y ha tenido un profundo impacto en la biodiversidad de la isla.
Las áreas de caliza kárstica están llenas de cuevas y sumideros, con algunas de las cavidades llenas de agua subterránea siendo salinas. Estos hábitats subterráneos han sido vagamente estudiados, pero al menos doce invertebrados endémicos subterráneos son conocidos, incluyendo algunos tales como los ostrácodos, el camarón de cueva Procaris noelensis y un escorpión ciego, que podrían ser reliquias de la fauna mesozoica del océano Tetis. La isla está rodeada por arrecifes de coral y casi setecientas especies de peces marinos han sido catalogadas en las aguas circundantes, así como tres especies de tortugas marinas y cerca de una docena de especies de ballenas y delfines.
La Isla de Navidad está reconocida por BirdLife Internacional por ser un área importante para la conservación de la aves, mayoritariamente debido a las poblaciones de cría de aves marinas. Estos incluyen al piquero patirrojo, el cual anida en las colonias, los arbustos y los árboles, el piquero pardo, el cual anida en los acantilados, y el endémico alcatraz de Abbott, el cual anida en árboles altos y emergentes. Otro pájaro endémico, el rabihorcado de la Christmas, anida en las terrazas costeras, y el rabihorcado grande anida en los árbolessemidesiduos cercanos. El gaviotín de San Félix y dos especies de aves tropicales también anidan en la isla. Las aves de tierra incluyen cuatro especies endémicas, el tordo de Navidad, la dúcula de la Christmas, el anteojitos de la Christmas y la nínox de la Christmas, y varias subespecies endémicas. Mas de cien especies de aves migrantes yvagabundas han sido avistadas en la isla.